# فراقنيتو لابيت
فراقنيتو لابيت ( الكامبانية : فرانتيلو ؛ محليا فانرقيتو ) هي كومونا (بلدية) في مقاطعة بنبت في منطقة كامبانية الإيطالية ، وتقع على بعد حوالي 70 كيلومتر (43 ميل) شمال شرق نابولي وحوالي 15 كيلومتر (9.3 ميل) شمال بينيفينتو .
تقع فراقنيتو لابيت على حدود البلديات التالية: كامبولاتارو وكيركيلو وفراجنيتو مونفورتي و بيسكو سانيتا و رينو .